# Holzweg (Gemeinde Ternitz)
Holzweg ist eine Ortschaft und eine Katastralgemeinde in der Stadtgemeinde Ternitz in Niederösterreich.

## Geografie
Die Rotte befindet sich westlich von Ternitz im Tal zwischen dem Weißjacklberg und dem Kohlberg und besteht aus einigen landwirtschaftlichen Gehöften. Neuerdings entstehen am Gebiet der Katastralgemeinde auch Einfamilienhäuser in Gruppen- oder in Einzellage.
Nachbarorte, -ortschaften und -katastralgemeinden
|                            |                                             | Pottschach (Ortsch./KG, Gem. Ternitz) |
|                            | Kompassrose, die auf Nachbargemeinden zeigt |                                       |
| Buchbach (Gem./KG/Ortsch.) |                                             |                                       |